# Anto Domazet
Anto Domazet, Bosanski ekonomist in politik, * 30. april 1947, Verd pri Vrhniki. 
Kot politik je deloval pri Socialnodemokratski partiji Bosne in Hercegovine (Socijaldemokratska partija Bosne i Hercegovine).